# 1894 en Colombie-Britannique
Chronologie de la Colombie-Britannique
- 1890
- 1891
- 1892
- 1893
- 1894
- 1895
- 1896
- 1897
- 1898

Cette page concerne des événements qui se sont produits durant l'année 1894 dans la province canadienne de Colombie-Britannique.

## Politique
- Premier ministre : Theodore Davie.
- Chef de l'Opposition :
- Lieutenant-gouverneur : Edgar Dewdney
- Législature :

## Événements
- Mise en service, à Richmond, du Fraser Avenue/Street Bridge, pont en treillis en bois de 46 mètres de longueur remplacé en 1974 par le 	Knight Street Bridge [1].